# Koninklijke Harmonie De Kunstvrienden Sint-Eloois-Winkel
De Koninklijke Harmonie De Kunstvrienden Sint-Eloois-Winkel is een harmonieorkest uit Sint-Eloois-Winkel, nu deelgemeente van Ledegem, dat opgericht werd in 1920.

## Geschiedenis
De eerste muziekvereniging in Sint-Eloois-Winkel werd in 1870 door de heren Eduard Vanneste en Gustaf Vanneste als Liberale fanfare "De kunstminnaren" opgericht. Omdat in 1879 de katholieke partij ook een fanfare Sint-Cecilia oprichtte is de Liberale fanfare "De kunstminnaren" geen lang leven beschoren geweest. Pastoor Juliaan Viaene putte zijn muzikanten uit de jongelingencongregatie "de Xaverianen". In 1896 telde de fanfare Sint-Cecilia een 45-tal muzikanten. Tijdens de Eerste Wereldoorlog rustten alle activiteiten van de vereniging.
Na de oorlog begon men opnieuw, maar in 1920 kwam er een splitsing of een scheiding in de Katholieke fanfare Sint-Cecilia en de Harmonie "Kunst en Eer" ontstond. In 1929 tijdens het 50-jarig jubileum is de fanfare Sint-Cecilia het predicaat Koninklijk verleend. Door ruzie binnen de vereniging en ook wegens financiële moeilijkheden ging het vanaf 1935 snel bergaf met de fanfare. De pastoor besloot in 1938 de instrumenten in te vragen en de fanfare op te doeken, de harmonie "Kunst en Eer" speelde verder tot in 1940. Tijdens de Tweede Wereldoorlog rustten wederom alle activiteiten van de vereniging.
Op de dag van de bevrijding door het Engelse leger 7 september 1944 ging de hele bevolking op straat. Een aantal muzikanten uit beide vroegere verenigingen speelden samen in de bevrijdingsstoet. Dit groepje muzikanten bleef samen repeteren en op 2 december 1947 kwam er een overeenkomst. De harmonie kreeg een nieuwe naam: "De Kunstvrienden" en de nieuwe dirigent was Karel Descheemaeker.
In 1949 ging men voor het eerst op een provinciaal tornooi naar Izegem. Jammer genoeg, dat het niet zo recht opwaarts ging met de harmonie. In 1959 telde zij nog 29 leden. Ook de toenmalige dirigent zag het moment komen om ermee te stoppen. Met de oprichting van een bijafdeling van de Izegemse muziekacademie in Sint-Eloois-Winkel kwam er een verandering aan deze ontwikkeling. Gabriël Gheysen, die met de uitbouw van de muziekacademie bezig was, werd als dirigent opvolger van Dhr. Descheemaeker en begon met zijn repetities in augustus 1960. Jonge muzikanten versterkten het harmonieorkest en in 1962 telde het al 40 muzikanten.
Na 15 jaar onderbreking nom men in 1964 weer deel aan een provinciaal tornooi in de derde afdeling en promoveerde met een op 50 muzikanten aangewassen orkest straks naar de 2e afdeling. Vier jaar na elkaar kregen de Kunstvrienden een promotie, zodat ze in 1967 reeds in de hoogste, de ere-afdeling belandden.
In 1965 werd binnen de vereniging een jeugdorkest opgericht, de Jeugdharmonie "De Winkelse Piccolo's" Sint-Eloois-Winkel. De dirigent begon met 19 muzikanten, maar het orkestje groeide al spoedig tot een volwaardig harmonieorkest.
Op 21 september 1965 werd aan de vereniging het Predicaat Koninklijk verleend.
In 1970 nom het harmonieorkest het eerste keer aan het Izegemse Herfstfestival deel en behaalde een 2e prijs. In 1974 promoveerde de harmonie tijdens het provinciaal tornooi van de ere-afdeling naar de nieuwe superieure afdeling. In 1979 werd dan deelgenomen aan het provinciaal tornooi in de Kortrijkse Stadschouwburg. Van de deelnemende tien korpsen behaalde de Koninklijke Harmonie De Kunstvrienden het hoogste aantal punten in de superieure afdeling.
In 1981 werd met 85 muzikanten onder leiding van Gabriël Gheysen deelgenomen aan het 9e Wereld Muziek Concours te Kerkrade in de 1 divisie van de sectie harmonie. Men behaalde met 292 punten een 1e prijs. Op 27 april 1995 naam het harmonieorkest afscheid van de zeer succesvolle dirigent Gabriël Gheysen met een huldeconcert. Het concert werd verzorgd door de Nederlandse Marinierskapel der Koninklijke Marine uit Rotterdam. Op 25 augustus 1995 speelde de harmonie onder leiding van de nieuwe dirigent Wim Belaen op ter gelegenheid van de opening van het Koning Boudewijnstadion.
Op 4 juli 1998 nom men deel aan het internationale taptoe op de Burg in Brugge. In april 1999 werd Tonny Osaer uit Ledegem opvolger van Wim Belaen als dirigent van de harmonie. In 1999 begon men ook ermee een jaarlijks concert in het Cultureel Centrum "De Spil" in Roeselare te organiseren. Op 6 mei 2001 werd opnieuw deelgenomen aan het provinciaal tornooi in de superieure afdeling te Diksmuide. Het harmonieorkest behaalde met 95% het hoogste resultaat, goed voor een 1e prijs met grootste onderscheiding.

## Tegenwoordig
Naast het harmonieorkest beschikt de vereniging over de Jeugdharmonie "De Winkelse Piccolo's" Sint-Eloois-Winkel een drumband en het Miniorkest "De Piccolino's".

## Dirigenten
- 1947-1960 Karel Descheemaeker
- 1960-1995 Gabriël Gheysen
- 1995-1999 Wim Belaen
- 1999-2010 Tonny Osaer
- 2010-heden Dimitri Bracke